# MM総研
株式会社 MM総研（エムエムそうけん）は、東京都港区芝公園二丁目6番3号に本社を置く、日本のリサーチ会社。2004年にマルチメディア総合研究所から現在の社名に変更。
BtoBマーケティング会社のエムエム総研は別会社。

## 概要

### 特色
情報通信市場に関して、スマートフォン、スマートタブレット、PC、サーバーなどの情報機器や次世代家電製品、さらに、モバイル契約者数や光回線契約数、ISPなどのサービスに至るまで幅広く市場調査を実施する調査会社。定期的な市場占有率調査、流通市場調査、ユーザーニーズ調査、顧客満足度調査のほか、特定顧客に対する詳細調査などを行っている。これらのデータを基に、情報通信企業の新製品・新サービス開発のコンサルティングも行う。情報通信市場を専門にした調査会社としては国内最大規模である。

### MM総研大賞
2004年に始めたMM総研大賞は、IT分野のすぐれた製品・サービスの表彰を通じ、IT産業の発展に資する目的で創設した。毎年10数件の分野別表彰を行い、その中からベストの「大賞」を選んでいる。以下は歴代のMM総研大賞受賞企業とサービス・製品。
- MM総研大賞2004：松下電器産業（Panasonic）「DIGA」
- MM総研大賞2005：シャープ「AQUOS」
- MM総研大賞2006：アップルコンピュータ「iPod ＋ iTunes Music Store」
- MM総研大賞2007：JR東日本「Suica」「モバイルSuica」とPASMO協議会「PASMO」（共同受賞）
- MM総研大賞2008：ソニー 有機ELテレビ「XEL-1」
- MM総研大賞2009：トヨタ自動車「Prius」
- MM総研大賞2010：日本経済新聞社「日本経済新聞電子版」
- MM総研大賞2011：パナソニック「エコナビ」
- MM総研大賞2012：サムスン電子ジャパン「GALAXY」
- MM総研大賞2013：JR東日本「Suica」（10周年記念特別賞も同時受賞）
- MM総研大賞2014：エネット「EnneSmart」
- MM総研大賞2015：ソフトバンク ロボティクス「Pepper」
- MM総研大賞2016：NTTドコモ「+ｄ」
- MM総研大賞2017：日立製作所「Lumada」
- MM総研大賞2018：日本電気「次世代イノベーションプラットフォーム　SX-Aurora TSUBASA」
- MM総研大賞2019：富士通「次世代アーキテクチャー　デジタルアニーラ」
- MM総研大賞2020：国立研究開発法人理化学研究所／富士通「スーパーコンピュータ 富岳」
- MM総研大賞2021：NTTドコモ「ahamo」
- MM総研大賞2022：NEC／高松市／富山市「FIWAREを活用したスマートシティ」
- MM総研大賞2023：メディカロイド 手術支援ロボット「hinotori サージカルロボットシステム」
- MM総研大賞2024：マイクロソフト「Microsoft Copilot」

## 主な研究員
- 関口和一
- 横田英明
- 中村成希
- 渡邉克己